# Bank of Poker
Bank of Poker est un site de poker en ligne français créé en 2012 et qui a perduré jusqu'en avril 2017. Sa particularité est d'être entièrement financé par la publicité, aucun dépôt n'est nécessaire pour pouvoir y jouer.

## Historique
Bank of Poker a été créée en avril 2012 par Benjamin Cayard et Julien Dupé avec pour concept un site de poker entièrement gratuit, financé par la publicité et dont les revenus seraient en partie reversés aux joueurs. En décembre 2012, soit 8 mois après son lancement, Bank of Poker déclare avoir reversé plus de deux cent mille euros aux joueurs.
Bank of Poker, d'apès le registre de l'INPI est une marque déposée par la société en formation de Poker and Poker, enregistrée en tant que régie publicitaire.
En fait, elle a été exploitée par la société 'Appimédia.
Fin mai 2013, Xavier Niel (Free), Jean-David Blanc (AlloCiné), Jacques-Antoine Granjon (Vente privée), Jérémie Berrebi (Kima) et Clément Benoît (Resto-in) ont apporté leur soutien financier à Bank of Poker lors d'une levée de fonds (d'un montant non communiqué). Le site revendique plus de cent mille utilisateurs en France.
Depuis le début de l'année 2014 jusqu'à son rachat, les joueurs se plaignaient de la lenteur des paiements voire de l'impossibilité de faire une demande de virement et constataient la raréfaction des publicités. Aucune communication n'a été faite par la société et aucune réponse n'a été donnée aux demandes faites par l'intermédiaire de l'interface. Le 12 février 2014 la dotation des sit and go a été réduite passant d'un euro pour les BoP 9 à 0,50 euro et de 2,50 euros pour les SuperBoP à 2 euros, sans explication. Les tournois Daily Day et Daily Sponso ont quant à eux disparu. Au mois d'août 2014, les prizepools ont encore été réduits, passant à 0,30 euro pour le BoP 9 et à 1 euro pour le SuperBoP.
Puis, courant 2015, Bank of Poker a été racheté par MarketLuck, et le site a été entièrement refondu. Le logiciel est désormais indépendant du navigateur et repose sur le même moteur que celui proposé par MarketLuck. Le système de récompenses a été complètement revu.
Le 6 mars 2017, MarketLuck annonce via Facebook l'arrêt définitif de l'offre de jeu sur Internet pour le 10 avril 2017.
Le 1er mars 2019, la société Appimédia est dissoute.

## Principe
La participation est gratuite. Toutes les tables sont basées sur le Texas hold'em. Le joueur cumule ses gains et peut, une fois par mois, demander le virement de ses gains sur son compte bancaire si ces gains sont supérieurs ou égaux à quinze euros. Les joueurs disposent de crédits quotidiens leur permettant de jouer. Une fois les crédits épuisés, ils peuvent en obtenir de nouveaux en jouant des parties d'entraînement. Tout joueur absent depuis plus de cinq minutes est retiré du jeu. Les crédits quotidiens ne sont pas cumulables. En revanche, les crédits gagnés sont permanents. Les jeux sont des sit and go pouvant être joués à tout moment, lorsque la table est pleine. Les joueurs peuvent gagner des espèces et des points VIP leur permettant de gravir les échelons et obtenir plus de crédits partie.
La table est entourée de bandeaux publicitaires, un en bas et un en haut à droite, et les parties sont interrompues environ toutes les dix minutes (à chaque augmentation des blindes) pour un écran publicitaire de 120 secondes.
Dans la mesure où site est gratuit (aucun dépôt de fonds possible), Bank of Poker n'est pas soumis à l'approbation de l'Arjel.